# Elisabeth Romano
Elisabeth Romano (* 1967) ist eine deutsch-italienische Schauspielerin.

## Leben
Elisabeth Romano gehört seit 1992 zum festen Ensemble des Münchner Volkstheaters. Seit 1992 steht sie für Film und Fernsehen vor der Kamera.
Elisabeth Romano ist seit 1997 mit ihrem Schauspielkollegen Heio von Stetten verheiratet und hat mit ihm zwei Kinder.

## Filmografie
- 1992: Wunderjahre
- 1992: Mit Leib und Seele (Fernsehserie, 2 Folgen)
- 1994: Anna Maria – Eine Frau geht ihren Weg (Fernsehserie)
- 1995: Die Anhalterin
- 1996: Alle für die Mafia
- 1996: Alle haben geschwiegen
- 1997: Im Atem der Berge
- 1997: Frauenarzt Dr. Markus Merthin (Fernsehserie, 1 Folge)
- 1998: Bin ich schön?
- 1998: Verkehrsgericht (Fernsehserie, 1 Folge)
- 1998: Versuchung – First Love
- 1998: Fever
- 1998: Café Meineid (Fernsehserie, 1 Folge)
- 1998–1999: Benzin im Blut (Fernsehserie)
- 2001: Sternzeichen Stier
- 2002: Sag einfach ja!
- 2003: Samt und Seide (Fernsehserie, 1 Folge)
- 2005: Mit Herz und Handschellen (Fernsehserie, 1 Folge)
- 2005: Um Himmels Willen (Fernsehserie, 1 Folge)
- 2007: Kommissarin Lucas (Fernsehserie, 1 Folge)
- 2010: Rock It!
- 2020: Kreuzfahrt ins Glück: Hochzeitsreise an die Ostsee

## Hörspiele
- 1989: Matthias Zschokke: Brut – Regie: Jörg Jannings (Hörspiel – RIAS Berlin)